# Pénétrante de Skikda
La pénétrante de Skikda est une autoroute de 31 km, en construction en Algérie dont le chef de projet est Boufennech Adlene.

## Projet
La pénétrante de Skikda fait partie des projets de pénétrantes autoroutières devant relier l'Autoroute Est-Ouest à plusieurs villes côtières. Celle de Skikda qui a été annoncée en 2010 doit relier l'Autoroute Est-Ouest depuis la sortie n°8 d'El Harrouch à la ville de Skikda à travers la vallée de l'oued Saf Saf.
Cette autoroute longue de 31 km traverse la moitié de la wilaya de Skikda du sud au nord pour relier le port et la zone pétrochimique de la ville de Skikda. Le profil était 2x3 voies mais, pour des raisons financières, revu en 2X2 voies compte deux viaducs.

## Travaux
Les études ont été réalisées par le bureau d'étude sud-coréen Kyong Dong et remises en mai 2013.
Le projet a été attribué en gré à gré au groupement algéro-portugais TENASE constitué de Teixeira Duarte, Nardjess TP et SERO Est en avril 2014 pour un montant de 30 milliards de DZD (250 millions d'€) pour un délai de 24 mois.